# Tetracycline
Tetracycline oder Tetrazykline sind antibiotisch wirksame Substanzen, die als Arzneimittel zur Behandlung von Infektionskrankheiten eingesetzt werden. Es gibt natürlich vorkommende Vertreter, die von Bakterien der Gattung Streptomyces produziert werden, und halbsynthetisch hergestellte Varianten, die durch chemische Veränderungen der biogenen Ausgangsstoffe erzeugt werden. Tetracycline wirken bakteriostatisch durch Hemmung der bakteriellen Proteinbiosynthese an den Ribosomen. Somit wird das Wachstum von grampositiven, gramnegativen und zahlreichen zellwandlosen Bakterien unterdrückt.

Allgemeine Strukturformel der Tetracycline

## Geschichte
Als erster Vertreter der Tetracycline wurde 1948 Chlortetracyclin von Benjamin Minge Duggar als Stoffwechselprodukt des hauptsächlich in Böden vorkommenden Bakteriums Streptomyces aureofaciens isoliert und als Aureomycin benannt. Im Jahre 1950 veröffentlichten A. C. Finlay und seine Mitarbeiter die ihnen bei Pfizer gelungene Entdeckung eines weiteren Tetracyclins, das aus dem Bodenbakterium Streptomyces rimosus gewonnen und zunächst Terramycin genannt wurde, allerdings später in Oxytetracyclin umbenannt wurde. Einem Forschungsteam von Pfizer gelang die 1952 veröffentlichte Strukturaufklärung von Terramycin und Aureomycin. Kurz darauf synthetisierte Lloyd Hillyard Conover auf der Basis dieser Erkenntnisse Tetracyclin durch Dechlorierung von Aureomycin. Durch Weiterentwicklung wurde die Gruppe der Tetracycline durch weitere Wirkstoffe (z. B. die Gruppe der Glycylcycline) ergänzt.

## Chemie
Tetracycline sind Naturstoffe, die von Streptomyceten über den Polyketid-Weg synthetisiert werden. Hierbei wird aus Acyl-CoA-Molekülen das Grundgerüst der vier Kohlenstoff-Sechsringe gebildet (siehe allgemeine Strukturformel).
Streptomyces aureofaciens konnte bereits im Jahr 1948 als ein Produzent von Chlortetracyclin identifiziert werden. Wird dieses Bakterium in einem chloridarmen Medium gezüchtet, erzeugt es das therapeutisch genutzte Tetracyclin. Für die Gewinnung von Oxytetracyclin und weiteren Tetracyclinen eignet sich Streptomyces rimosus.
Doxycyclin und Minocyclin sind halbsynthetische Derivate, die aus Oxytetracyclin hergestellt werden können. Sie unterscheiden sich von anderen Tetracyclinen in ihren pharmakokinetischen Eigenschaften, wie besserer Lipidlöslichkeit und der Anreicherung im Zentralnervensystem und in der Haut. Rolitetracyclin ist ein wasserlösliches Prodrug des Tetracyclins mit einer modifizierten Amidgruppe in Position 2.
Eine weitere Entwicklung führte zu den Glycylcyclinen, die ein verbessertes Resistenzspektrum aufweisen.

## Pharmakologie

### Wirkmechanismus
Wie auch Makrolide, Lincosamide, Aminoglykoside und Chloramphenicol hemmen die Tetracycline die Proteinbiosynthese an den bakteriellen Ribosomen. Die Tetracycline verhindern die Anlagerung der Aminoacyl-tRNA an die Akzeptorstellen der 30S-Untereinheit der Ribosomen und somit die Verlängerung der Peptidkette. Ihre geringe Toxizität für den Menschen kann durch die Selektivität für bakterielle Ribosomen gegenüber eukaryotischen Ribosomen erklärt werden.

#### Wirkspektrum
Tetracycline wirken bakteriostatisch auf grampositive (z. B. Staphylokokken und Streptokokken) und gramnegative Bakterien (z. B. Brucellen, Campylobacter und Neisserien). Von besonderer Bedeutung ist ihre Wirksamkeit bei der Bekämpfung zellwandloser Problemkeime (z. B. Mykoplasmen, Rickettsien und Chlamydien) und Spirochäten (z. B. Borrelien und Treponemen). Einige Tetracycline besitzen darüber hinaus klinische Wirksamkeit gegen Plasmodium (Malaria) und gegen Mykobakterien (Tuberkulose, Lepra).

#### Resistenzen
Vor allem in Krankenhäusern treten resistente Keime auf: Insbesondere zahlreiche Proteus- und Enterobacter-Arten sprechen nicht mehr auf Tetracycline an. Ebenfalls gelten die meisten Pseudomonas aeruginosa als resistent.
Das relativ neue Tigecyclin (Tygacil®) ist der erste Vertreter der in diesem Zusammenhang innovativen Klasse der Glycylcycline. Tigecyclin umgeht die zwei in dieser Klasse der Antibiotika bedeutenden Resistenzmechanismen: die Effluxpumpe und ribosomale Schutzmechanismen.

### Nebenwirkungen
Die Nebenwirkungen der Tetracycline sind insbesondere auf ihre starken Calcium-bindenden Eigenschaften zurückzuführen. Tetracycline sollten daher nicht bei Schwangeren, Stillenden oder Kindern in der Wachstumsphase eingesetzt werden, weil sie in die Knochen und in die Zähne eingebaut werden, was besonders bei Neugeborenen zu einer Gelbfärbung der Zähne, erhöhter Kariesanfälligkeit und vermehrten Knochenbrüchen führt. Tetracycline gehen in die Muttermilch über.
Orale Tetrazykline können wie andere Antibiotika Übelkeit, Diarrhoe und Erbrechen hervorrufen.
Durch ihr breites Wirkspektrum dezimieren sie auch die natürliche Kolonisationsflora relativ stark und führen nicht selten zu Pseudomembranöser Colitis sowie Veränderungen der vaginalen mikrobiellen Flora und Infektionen mit Candida albicans (Pilzinfektion).
Ferner können sie zu einer Photosensibilisierung der Haut und wie viele andere Arzneimittel zu unspezifischen Bauch- und Kopfbeschwerden (hier: Schwindel) führen. Als weitere Nebenwirkung können Hautausschlag und Juckreiz auftreten, die ca. zwei Tage nach Absetzen des Medikaments verschwinden. Eine hepatotoxische Wirkung, die nach Gabe hoher Tetracyclindosen zu beobachten ist, kann möglicherweise auf eine Interaktion der Tetracycline mit den bakterienähnlichen Ribosomen der Mitochondrien zurückgeführt werden.
Tetracyclin besitzt möglicherweise ototoxische Nebenwirkungen, insbesondere auf Sinneszellen der Hörschnecke, was sich in Ohrgeräuschen und Ohrensausen (Tinnitus) äußern kann. Sie gelten auch als Risikofaktor für Hirnüberdruck.

### Pharmakokinetik
Doxycyclin und Minocyclin werden im Darm normalerweise zu über 90 % aufgenommen (Tetracyclin: 80 %) und vor allem über die Galle, aber auch über die Nieren mit einer Halbwertszeit von 15 h (Tetracyclin: 9 h) ausgeschieden.
Der Dosisbereich für Erwachsene liegt bei Doxycyclin in der Regel zwischen 100 und 200 Milligramm pro Tag, bei Kindern etwa 2 mg/kg Körpergewicht.

### Wechselwirkungen
Tetracycline können durch mehrwertige Metallionen (z. B. Ca2+, Mg2+ und Fe3+) gebunden werden. Tetracycline sollten daher nicht zusammen mit Calcium-Trägern (Milch) eingenommen werden, um ihre Aufnahme im Darm nicht zu behindern. Auch Magnesium, Eisen und Aluminium (Antazida) bilden Komplexverbindungen (Chelate) mit den Tetracyclinen.
Die Wirksamkeit der Anti-Baby-Pille ist bei Tetracyclineinnahme nicht gewährleistet.

## Vertreter
- Natürliche Tetracycline:
  - Tetracyclin
  - Chlortetracyclin
  - Oxytetracyclin
  - Demeclocyclin

- Semisynthetische Tetracycline:
  - Doxycyclin
  - Lymecyclin
  - Meclocyclin
  - Methacyclin
  - Minocyclin
  - Rolitetracyclin
  - Glycylcycline
    - Tigecyclin